# 清水久詞
清水 久詞（しみず ひさし、1972年7月4日 - ）は、日本中央競馬会 (JRA) ・栗東トレーニングセンターに所属している調教師。
父はカルストンライトオなどを所有した経験を持つ馬主の清水貞光。
妻は元JRA騎手の押田純子、義理の父は元JRA騎手の押田年郎、義理の兄は自厩舎の調教助手である押田道郎。

## 来歴
大阪府大阪市城東区生まれ。父親が馬主ということもあり、「子供の頃から乗馬に通ったり、馬と接する機会が多かったため、将来は馬に携わる仕事がしたいと思っていました。」と語るように、競走馬や競馬に対しての興味を幼少期より持ち、兄弟の中で唯一騎手を志望していた。中学校は大阪市立城陽中学校に進学し、部活は大阪府の強豪であった陸上部に所属していた。3年生の時にJRA競馬学校騎手過程の入学試験を受けるも不合格となり、親元を離れて滋賀県立栗東高等学校に進学。馬術部に入部しつつ再度の入学試験に備えるも試験当日に体調不良となり受験を断念。目標を調教師に切り替え、同校を卒業した。
1997年1月よりJRA競馬学校厩務員課程に入学し卒業後の7月から栗東・浜田光正厩舎所属の厩務員となるが、同月すぐに調教厩務員に転向し、さらに12月には調教助手に転向。ファレノプシスらを担当した。
2009年、7度目の挑戦でJRA調教師免許試験に合格。2月12日に合格が発表され、3月1日付で調教師免許免許を取得した。
免許取得後は厩舎を持たない技術調教師として過ごすことになっており、その間は外国への研修など開業の準備に充てようと考えていたが、2009年3月20日に調教師安田伊佐夫が病気のために死去したことで厩舎が解散し、馬房に空きが生まれたので技術調教師2人の前倒し開業が決定した。厩舎の空きを待っていた栗東の技術調教師は清水の他に2人いたが、その3人から2人を選ぶ抽選に清水は当選し、2009年4月3日、日本中央競馬会より6月21日付で厩舎開業告知がなされた。
2013年3月31日、ダービー卿チャレンジトロフィーで管理馬のトウケイヘイローが優勝。自身初の重賞優勝となった。
2015年10月25日、第76回菊花賞にて管理馬のキタサンブラックが優勝し、自身初のGI競走制覇の栄誉を得た。
2019年10月19日、オーストラリア・コーフィールドカップにてメールドグラースが優勝。海外G1初制覇を成し遂げた。
2023年11月26日に京都競馬場で行われた第5Rで、マイネルエンペラー（横山武史騎手）が1着となり、現役39人目のJRA通算400勝を達成。

## 調教師成績
|            | 日付           | 競馬場・開催  | 競走名                           | 馬名               | 頭数 | 人気 | 着順 |
| ---------- | -------------- | ------------- | -------------------------------- | ------------------ | ---- | ---- | ---- |
| 初出走     | 2009年6月21日  | 3回阪神2日11R | 3歳上500万下                     | メイショウロッコー | 16頭 | 6    | 3着  |
| 初勝利     | 2009年8月16日  | 3回新潟2日6R  | 3歳未勝利                        | チョウハイレベル   | 14頭 | 2    | 1着  |
| 重賞初出走 | 2010年4月10日  | 3回中山5日11R | ニュージーランドトロフィー       | アグネススペクトル | 16頭 | 13   | 12着 |
| 重賞初勝利 | 2013年3月31日  | 3回中山4日11R | ダービー卿チャレンジトロフィー   | トウケイヘイロー   | 16頭 | 5    | 1着  |
| GI初出走   | 2011年12月18日 | 5回中山6日11R | 朝日杯フューチュリティステークス | トウケイヘイロー   | 16頭 | 9    | 4着  |
| GI初勝利   | 2015年10月25日 | 4回京都7日11R | 菊花賞                           | キタサンブラック   | 18頭 | 5    | 1着  |

## 主な管理馬
※括弧内は当該馬の優勝重賞競走、太字はGI級競走。
- トウケイヘイロー（2013年 ダービー卿チャレンジトロフィー、鳴尾記念、函館記念、札幌記念）
- クールホタルビ（2014年 ファンタジーステークス）
- キタサンブラック（2015年 スプリングステークス[14]、セントライト記念、菊花賞[15]、2016年 天皇賞（春）[16]、京都大賞典、ジャパンカップ、2017年 大阪杯、天皇賞（春）、天皇賞（秋）、有馬記念）
- ジョーストリクトリ （2017年ニュージーランドトロフィー）
- カシアス （2017年函館2歳ステークス）
- メールドグラース （2019年新潟大賞典、鳴尾記念、小倉記念、コーフィールドカップ）
- ホッコーメヴィウス （2022年新潟ジャンプステークス、阪神ジャンプステークス、京都ジャンプステークス、2024年新潟ジャンプステークス）[17]
- コンクシェル （2024年中山牝馬ステークス）
- シュガークン （2024年青葉賞）
- シュヴァリエローズ （2024年京都大賞典、ステイヤーズステークス）
- マイネルエンペラー （2025年日経賞）

## 主な厩舎スタッフ
- 押田道郎（不明 - 現在、調教助手）
- 荻野極（2016 - 2018年、騎手）
- 松下武士（2009 - 2014年、調教助手）
- 吉村誠之助（2024 - 現在、騎手）